# Związek Akademickiej Młodzieży Polskiej
Związek Akademickiej Młodzieży Polskiej – organizacja młodzieży studenckiej powołana we Wrocławiu w dniach 17-18 lipca 1948.
Powstała ze zjednoczenia Akademickiego Związku Walki Młodych „Życie”, Związku Niezależnej Młodzieży Socjalistycznej, organizacji studenckiej Związku Młodzieży Wiejskiej RP „Wici” i Związku Młodzieży Demokratycznej. ZAMP był autonomiczną częścią Związku Młodzieży Polskiej, działał pod jego kierownictwem i realizował jego program w środowisku studenckim. W 1950 został całkowicie wcielony do ZMP. Przewodniczący Zenon Wróblewski.